# Comuna Orlove, Vîsokopillea
Orlove (în ucraineană Орлове) este o comună în raionul Vîsokopillea, regiunea Herson, Ucraina, formată din satele Natalîne, Novobratske, Orlove (reședința), Petrivske și Rivnopillea.

## Demografie
Componența lingvistică a comunei Orlove
     Ucraineană (89,27%)
     Rusă (8,51%)
     Română (1,43%)
     Alte limbi (0,4%)
Conform recensământului din 2001, majoritatea populației comunei Orlove era vorbitoare de ucraineană (89,27%), existând în minoritate și vorbitori de rusă (8,51%) și română (1,43%).